# Font de Davall (Avellanos)
La Font de Davall és una font del terme municipal de Sarroca de Bellera (antic terme ribagorçà de Benés, del Pallars Jussà, dins del territori del poble d'Avellanos.
Està situada a 1.298 m d'altitud, a l'est d'Avellanos, a l'esquerra de la llau de Canarill. És una de les tres fonts, juntament amb la de Canarill i la dels Estanys, que subministraven aigua al poble d'Avellanos.